# Pteroptychia
Pteroptychia là chi thực vật có hoa trong họ Acanthaceae.